# 靚太唔易做 (第二季)
绝望的主妇第二季是绝望的主妇系列第二輯。美國於2005年9月25日首播，播放至2006年5月21日。共播映了23集。

## 角色

### 演出
- 泰莉·海契 飾 蘇珊·梅耶
- 費麗西蒂·哈夫曼 飾 琳娜·史卡伏
- 瑪西亞·克羅斯 飾 布莉·范迪坎
- 伊娃·朗歌利亞 飾 賈柏莉兒·索利斯
- 妮可麗·夏莉頓 飾 伊蒂·布里特
- 艾菲·胡達德 飾 貝蒂·艾波懷特
- 李卡度·安東尼·奧查瓦拉 飾 卡洛斯·索利斯
- 馬克·摩斯 飾 保羅·楊格
- 當戈·沙文特 飾 湯姆·史卡伏
- 安德莉·布朗 飾 茱麗·梅耶
- 高迪·卡斯治 飾 沙克瑞·楊格
- 理查德·布基 飾 卡爾·梅耶
- 布蘭達·斯壯 飾 瑪麗愛麗絲·楊格
- 詹姆斯·丹頓 飾 麥克·德拉芬諾

## 故事發展

### 蘇珊
她被麥克發現她使自己和沙克瑞不能相認，大怒並和蘇珊分手。本季蘇珊會和前夫卡爾及麥克陷入難以處理的情感關係。同時蘇珊診斷出有浮動脾，要動手術，因此認識了英俊的醫生Dr.Ron並和他發生感情。同時蘇珊因為要醫療保險而和前夫卡爾再婚。最後在這場四角關係中，蘇珊發現自己的最愛還是麥克，蘇珊決定向麥克求婚，而麥克在赴約的路上遭車禍而昏迷。

### 布莉
雷斯死後，她變成了寡婦。並和殺死自己丈夫的喬治關係進一步加深，後來布莉得知喬治是殺死自己丈夫的兇手，喬治為了裝作自責在布莉前吞下安眼藥，布莉要喬治承認殺了雷斯才會救喬治，最後布莉讓喬治靜靜死去…而回到家中，兒子安德魯處處針對布莉，為反抗布莉而做出一切壞事。布莉亦看不過眼兒子的同性戀關係。布莉亦用酒來麻醉自己，在嗜酒者互誡協會認識了有性癮和酒癮的彼特。安德魯為了令母親心碎，和布莉的新男友彼特發行性關係…最後布莉決定放棄安德魯，把他棄置在郊外。同時，她的女兒丹妮爾和亞寶韋家的麥非發生戀情，但是丹妮爾不知道原來麥非是一名殺人犯。

### 琳娜
她和丈夫湯姆交換角色，琳娜重返職場，後來湯姆也和琳娜在同一間廣告公司工作。琳娜的老闆Ed要她用性慾字句來挑逗他妻子。後來老闆的妻子知道是別人做的，要Ed把那人解僱，Ed為了保持琳娜的職位，決定把責任推給湯姆。湯姆最後打了老闆一頓，湯姆被解聘。琳娜的老闆告訴她湯姆定期都到大西洋城，琳娜懷疑湯姆有外遇，決定跟蹤湯姆到大西洋城，結果給她看到湯姆和一個女人及一個小女孩在一起。後來，湯姆告訴琳娜在他們結婚之前他的舊情人和他有了個11歲的女兒…

### 賈柏莉兒
賈柏莉兒把園丁情人約翰解僱，嘗試去挽救婚姻。卡魯·艾波懷特潛入賈柏莉兒的家，賈柏莉兒被嚇得倒了落樓梯，因此流產。賈柏莉兒在卡洛斯入獄間也招來不少狂蜂浪蝶，包括與卡洛斯打官司的律師。卡洛斯出獄後性格變得溫和，並被修女瑪莉勾引。賈柏莉兒用智把瑪莉趕走。賈柏莉兒提議卡洛斯出外其他女人搞婚外情，令對方公平。同時，賈柏莉兒收容了中國籍的女傭小梅，卡洛斯著小梅作他們孩子的代母。最後賈柏莉兒發現卡洛斯和小梅兩人搞婚外情，賈柏莉兒怒火中燒，並趕走卡洛斯，看守小梅至孩子出生。

### 其他
貝蒂·艾波懷特，和兒子麥非搬來紫藤里的新鄰居，他們家中的地下室秘密關押著大兒子卡魯，而且她隱藏了一個秘密。他們一家人搬來紫藤里是因為麥非殺死了他的前女友梅玲，但是卡魯以為是自己殺死了麥非的前女友。所以艾波懷特一家人搬來了紫藤里，並把誤以為殺了人的卡魯關在地下室裡。麥非和丹妮爾發生戀情，麥非用計謀引貝蒂殺死卡魯，但給貝蒂知道是麥非下的陰謀，貝蒂把麥非關了在地下室。丹妮爾多天不見麥非，決定潛入艾波懷特家找麥非，發現麥非被貝蒂關了，丹妮爾打傷貝蒂並和麥非兩人逃走。貝蒂到警局時發現原來麥非才是殺死梅玲的兇手…丹妮爾和麥非回家取金錢，布莉看見並阻止兩人，並告訴丹妮爾，麥非是殺人犯，麥非用鎗指向布莉…千鈞一髮之間，麥非被鎗射中，特警隊趕到阻止了麥非。麥非中鎗身亡，貝蒂和卡魯亦離開了紫藤里。
伊蒂和蘇珊的前夫卡爾發展感情，後來蘇珊的新男友Dr.Ron告訴她蘇珊和卡爾再婚了，伊蒂最後和卡爾分手。蘇珊和伊蒂關係破裂。
瑪麗愛麗絲的丈夫保羅·楊格回到紫藤里找尋兒子沙克瑞，並且不容許麥克和沙克瑞相認。而被保羅殺死的瑪莎·胡柏太太的姊妹菲莉絲亞·胡柏陷害保羅，使他入獄。沙克瑞和祖父相認，沙克瑞親手殺死了祖父…